# 朝阳门内大街81号
朝阳门内大街81号，位于北京市东城区朝阳门内大街81号，是北京市东城区文物保护单位。

## 历史
朝阳门内大街81号在1965年之前的门牌号是69号，原是法国籍中国天主教徒朱德蓉女士的住宅。朱德蓉1885年10月25日生于中国广州，清末民初在今北京与比她大20岁的时任平汉铁路总工程师的法国人普意雅结婚。两人结婚约10年后购买了朝阳门内大街69号的宅基地，经普意雅设计施工，1921年初，两栋法式三层楼房完工，在这两栋楼房的前院是座大花园。这座院落原占地面积4亩6分8厘2毫，共有楼房58间、瓦房8间半、灰房3间、灰棚3间。
抗日战争时期，日本占领北平，因法国维希政府属于法西斯同盟，朱德蓉女士是法国人遗孀，所以日本人并未占据该房屋。抗日战争胜利后，因生活所迫，朱德蓉于1946年将院内西楼一层租给天主教奥斯定修女会开办普德诊所。
1948年5月5日，爱尔兰人天主教味增爵会司铎孔文德（译音）由爱尔兰筹国币10亿元（当时中国正处于严重的通货膨胀中），购置朝阳门69号院，设天主堂（即朝阳门天主堂），此堂是八面槽天主堂（东堂）下辖的二分堂。实际上这10亿元仅够购买该院一半的价格，但孔文德和朱德蓉谈妥的交易条件为：即日起向朱德蓉提供生活所需一切费用，直到朱德蓉在该院居住至死，并料理其死后一切事宜，还要为她建堂并常年举办纪念弥撒。
1948年9月，爱尔兰天主教味增爵会派葛荣礼接替孔文德在该天主堂任司铎。其经费由爱尔兰总遣使会汇到八面槽天主堂，而其行政系统、人事、教务归西什库总堂（枢机主教公署）领导。
中华人民共和国成立后，1950年6月中国人宋维里奉西什库堂枢机主教公署、法籍遣使会之命，到朝阳门天主堂担任副堂。三四个月后，枢机公署为照顾东堂司铎陆西满的身体，又命宋维里与陆西满调换职务。一年后，陆西满康复，便到天主教文声小学任教，又由上司从阜成门外马尾沟石门教堂将张永善司铎调来朝阳门天主堂任副堂。1951年4月15日，朝阳门天主堂本堂户主改为张永善，张永善成为朝阳门天主堂首任中国籍本堂，葛荣礼退居幕后。
1951年6月10日，西什库堂神甫宋乐山接替张永善。当时正值中国开展天主教三自革新运动，朝阳门堂随即声明同外国断绝经济关系，停止接受外国津贴，由东堂爱尔兰遣使会支取的费用乃告终。住在朝阳门堂的爱尔兰传教士葛荣礼回国。
1951年7月，曾任朝阳门堂副堂的宋维里因“公教青年报国团”事件被逮捕。1951年9月16日至17日，北京天主教举行近500人参加的第一届代表会，成立北京市天主教革新委员会，组织各堂区的代表揭发反动传教士组织教徒参加“圣母军”的罪行。朝阳门堂的负责人宋乐山就此与教徒谈话，进行解释。
1951年11月宋乐山积劳成疾住进安康医院。接替宋乐山的是原辅仁天主教堂的神甫宋静山，宋静山时年31岁，精通拉丁语、法语。因朝阳门天主堂经费短缺，宋静山辞去了教堂的工役及厨役，独自维持教堂。过去教徒及家属可以在教堂的房屋里无偿居住，现在也改为花钱租用。
1953年，煤矿总局文工团租用了该院东楼二层的16间房，并以此为基础，合并东北煤矿文工团与华北煤矿文工团，成立中国煤矿文工团。不久，中国煤矿文工团团部迁入北京东郊的大黄庄，租用的朝阳门天主堂房屋改为中国煤矿文工团家属宿舍。
1953年7月16日，西什库堂以宋静山违反教规为由，将宋静山调走。三天后，62岁的杨秉文接任朝阳门天主堂本堂。此后朝阳门天主堂相对平静。
1957年夏，中国天主教友爱国会成立，中国天主教走上独立自主自办教会的道路，因此当初外籍传教士对朱德蓉的承诺已无法实现。年过七旬、生活无法自理的朱德蓉，请人从西四的妞妞房胡同找来19岁姑娘李文娴照料生活。
1957年底，曾任朝阳门堂本堂的宋静山因触犯法规，被送到清河劳教两年。1969年12月28日，宋静山从河北省张家口地区涿鹿县大塘湾农场下放到距离不远的阳原县东堡公社连目村插队落户。1972年，55岁的宋静山申请回到了家乡河北省永清县务农。
1958年，首任朝阳门堂中国籍本堂张永善被打成右派，下放南口农场劳改。2009年，张永善在家乡逝世，享年93岁。
直到1960年之前，还有中国煤矿文工团的演职人员从外地带家属来该院落户。而朱德蓉却在没到有关部门注销户口的情况下，便搬出了该院，此后生平不详。
1965年，在北京市整顿地名和重新编排门牌号的过程中，原朝阳门内大街69号改为81号，当时此处已成为大杂院。
改革开放后，为落实宗教政策，中共中央统战部、国务院宗教局等部委联合发出文件，要求各单位腾退占用的宗教房产。1994年7月，经多部门努力，北京市天主教爱国会办理了朝阳门内大街81号的房屋所有权证。但因经济补偿问题，该院居民腾退工作进展非常缓慢。直到该地区启动了拆迁工作，该院房屋才腾空。1990年代末，在对这两栋小楼开始拆除时，拆除工作被叫停。但随后2004年经房管部门评估，两栋小楼已成危房。从此两栋小楼长期闲置。
2005年左右，许多热爱城市探险的青年纷纷来此探险。他们将自己的探险经历夸张并加上想象，臆造出“81号院闹鬼”的传言，后来一些文学和影视作品也从此产生。
2005年，北京市东城区编纂出版《东华图志》，其中对朝阳门内大街81号的历史进行了错误介绍。在本书编纂出版时，有位美国记者错将该院的两座小楼与由此向西一站地的北京外交人员服务局后边的原“华北协和话语学校”建筑混淆，写出了《一栋记录中美历史关系的学校将被拆除》的报道，《东华图志》编纂人员不察，将此错误说法收入书中。
2009年，“朝阳门内大街81号近代建筑”被列为北京市东城区文物保护单位。该建筑还被收入《北京优秀近现代建筑保护名录》。
2013年，朝阳门内大街81号院的所有方天主教北京教区基建办主任孟奇在接受采访时表示，因闲置多年，院内两栋楼有安全隐患，也不符合城市环境，因两栋楼已在2004年被鉴定为高度危房，所以不建议市民进入楼内探访。
2016年3月，朝阳门内大街81号院开始修缮，修缮工程的招标方是北京市东城区文物管理所。房屋包括两栋主楼及四间平房。2016年10月修缮完工。2016年12月起，由中介公司对外中介出租。

## 建筑
1950年代初，朝阳门内大街81号院的格局如下：
大门朝向朝阳门内大街，门房设在大门东侧。南院墙外因有居民院，所以东南角内凹，南侧围墙向西南方向不规则折返。西院墙因朝阳门内大街是斜街，所以向西北呈弧形走向。北院墙和东院墙整齐，围墙外是仁立地毯厂。
大门内是花园，花园北侧是东楼，东楼东侧是花窖。东楼东北角是天主教友居住及朱德蓉使用的瓦房。院落西南角也有教友居住的平房。东楼大门朝西开，大门内右侧为会客室，其余的一层房间由朱德蓉使用。二层全由天主教神甫住用，三层由工友住用。
东楼到西楼间连接有过廊，西楼北侧有二层楼的诊疗室。西楼另开一个朝南的大门，大门内有施诊所和药理室。西楼二层全部由教友居住，三层是通开的圣堂。